# Wolfgang (extraordinari)
Wolfgang (extraordinari) és una pel·lícula biogràfica catalana de drama i comèdia de 2025 dirigida per Javier Ruiz Caldera. És protagonitzada per Miki Esparbé i Jordi Catalán, i basada en la novel·la homònima de Laia Aguilar, publicada l'any 2017

## Sinopsi
Wolfgang és un nen de deu anys amb un quocient intel·lectual de 152 i trastorn de l'espectre autista, que es veu obligat a viure amb el seu pare, Carles, a qui no havia vist mai, després de la sobtada mort de la seva mare. Carles afronta el repte amb ganes i voluntat, però Wolfgang no suporta el seu desordre ni la seva desorganització i ho considera un «sotacent» per la seva falta d'intel·lecte. Així és que, d'amagat, Wolfgang planeja aconseguir el seu somni: entrar a l'acadèmia de música Grimald de París, on va estudiar la seva mare, i convertir-se en el millor pianista del món. Quan Carles ho descobreix, ha de decidir entre la seva gran oportunitat com a actor o convertir-se en el pare que necessita un nen com Wolfgang.

## Repartiment
- Miki Esparbé com a Carles
- Jordi Catalán com a Wolfgang
- Àngels Gonyalons
- Anna Castillo
- Berto Romero
- Nausicaa Bonnín

## Producció
La pel·lícula fou anunciada en el primer trimestre de 2024 com una adaptació de la popular novel·la Wolfgang (extraordinari) de Laia Aguilar. Es va començar a produir i rodar el maig del mateix any a Barcelona i París. Els principals protagonistes són Miki Esparbé i el jove actor Jordi Catalán, que interpreta a Wolfgang, qui debuta amb el seu primer paper protagonista. La resta de l'equip consisteix en Àngels Gonyalons, Anna Castillo, Berto Romero i Nausicaa Bonnín.
La pel·lícula està produïda per Gerard Verdaguer, Nostromo Pictures, Telecinco Cinema i Wolfgang Película AIE en coproducció amb 3Cat; i hi participa Movistar Plus, el suport de l'Institut de la Cinematografia i de les Arts Audiovisuals i de l'Institut Català dels Empreses Culturals. La pel·lícula arribarà als cinemes gràcies a Universal Pictures.